# Domus delle Muse
La domus delle Muse (III,IX,22) è una domus romana che si trovava nella regio III della città romana di Ostia.

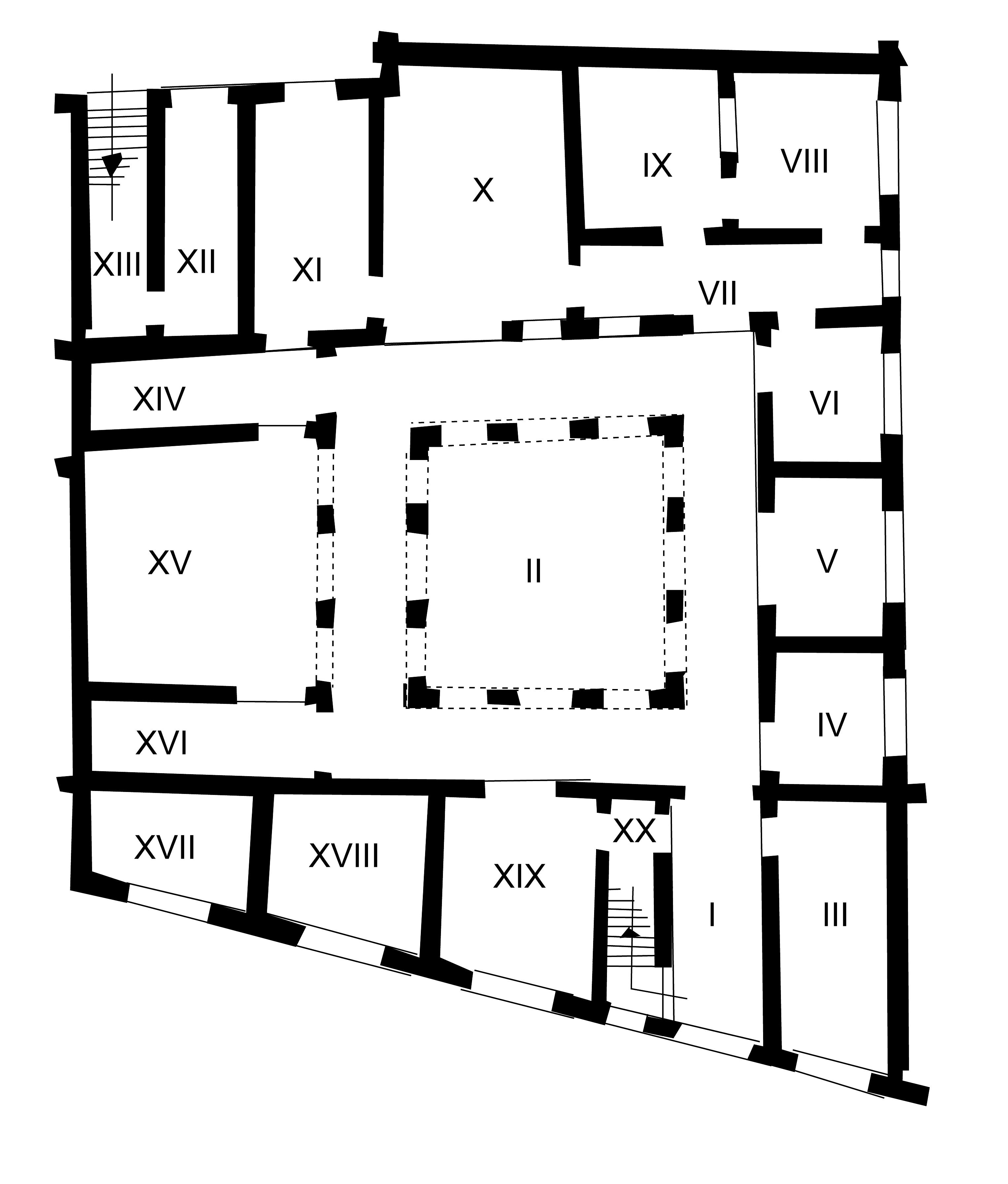
Planimetria della domus

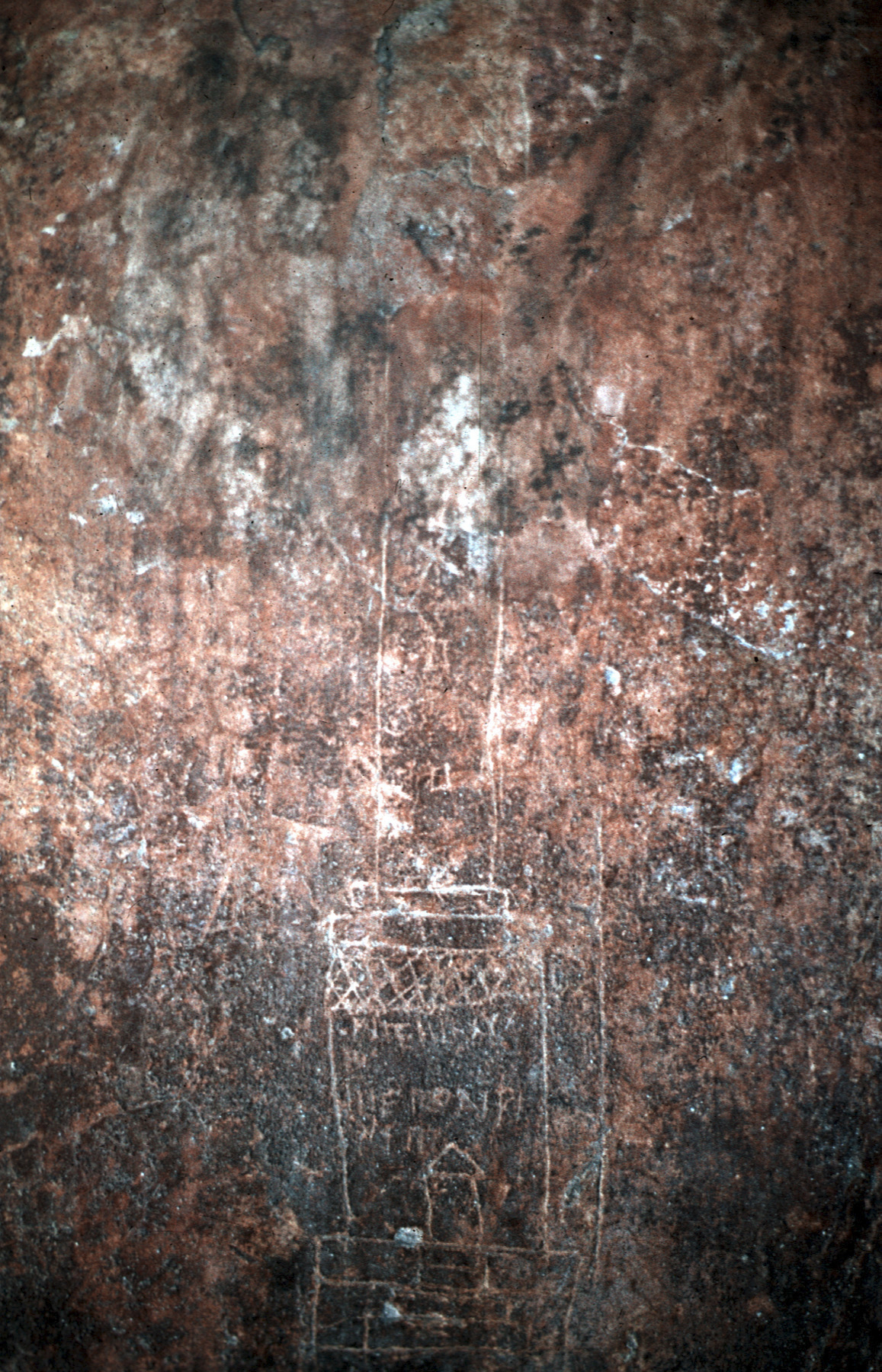
Graffito del faro di Ostia

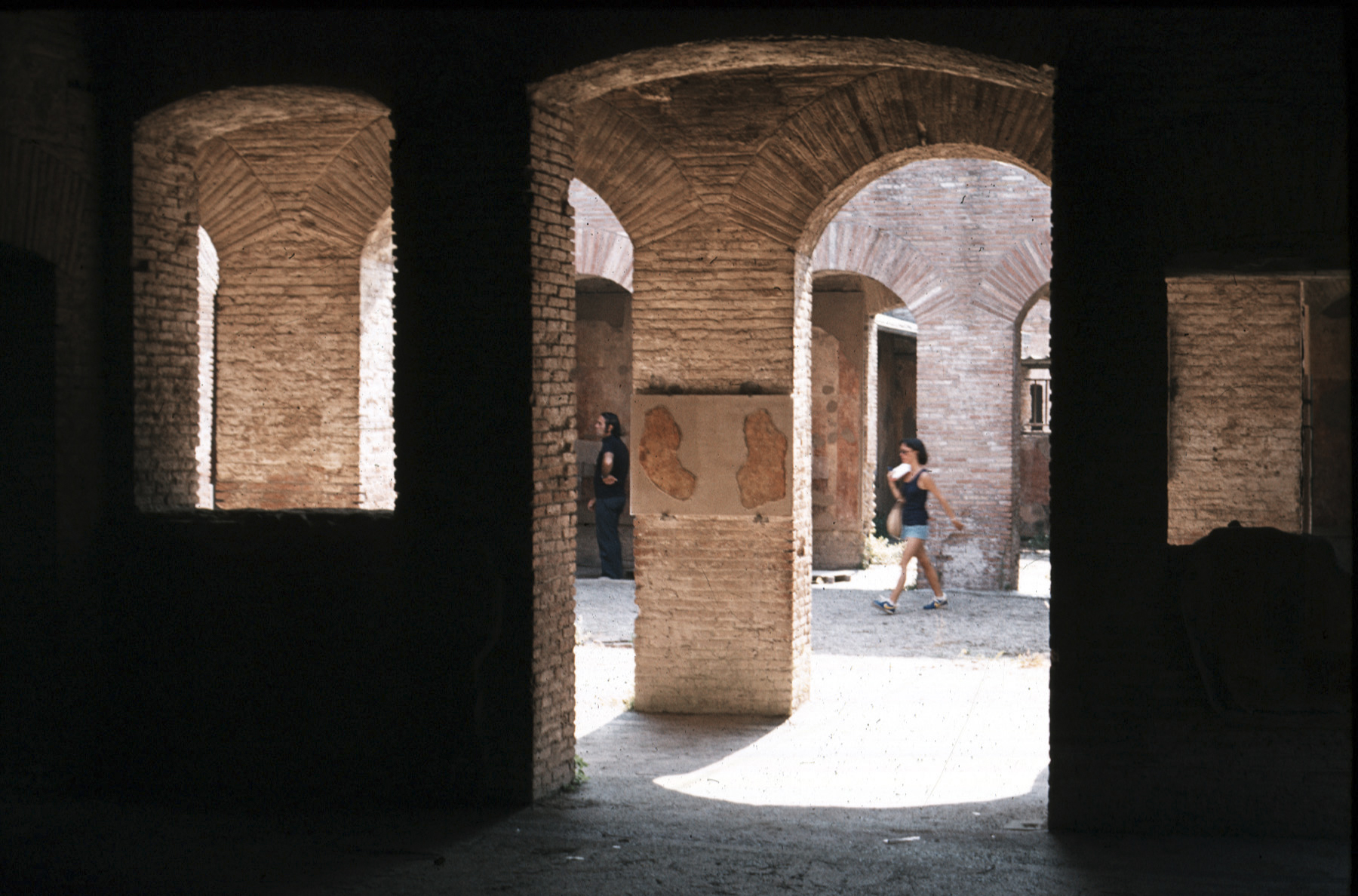
Cortile della domus

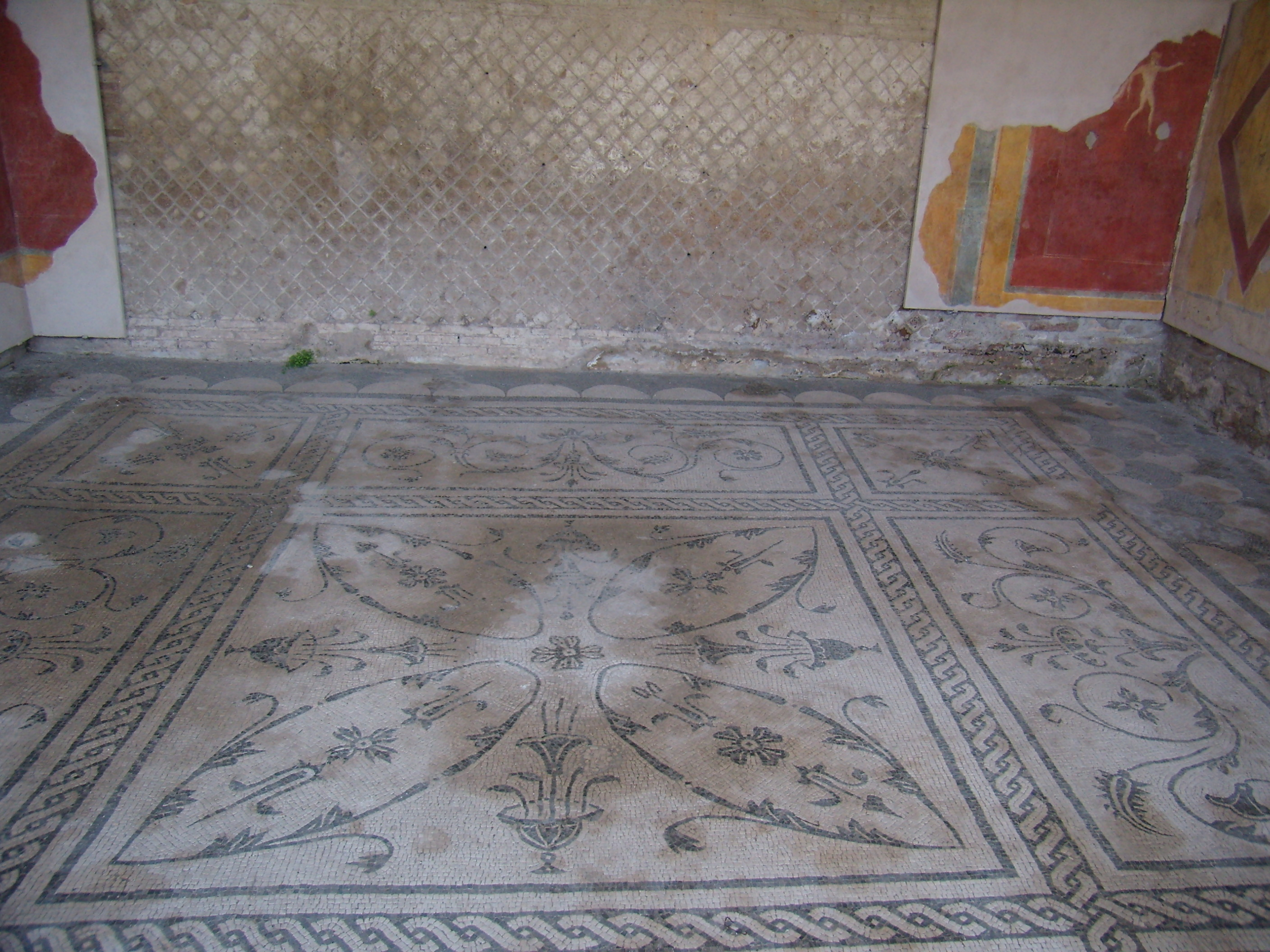
Mosaico pavimentale e resti di affreschi alle pareti

## Descrizione
Questa ricca abitazione romana, così chiamata per l'affresco parietale di Apollo con le Muse nel salottino (V) vicino all'ingresso, occupa una vasta porzione a nord-est delle Case a giardino, come per la vicina Domus dei Dioscuri, presenta l'ingresso principale su via delle Volte Dipinte. Dotata di almeno due piani, risale all'inizio del II secolo d.C., e si ritiene rimase abitata almeno fino al IV secolo d.C. .
La sua scoperta risale al 1939, durante gli scavi condotti da Guido Calza, intesi a recuperare quanto più possibile materiale dell'antica Roma, in vista del'Esposizione universale di Roma, programmata per il 1942, e cancellata a causa della II guerra mondiale.
Tra le più rilevanti del complesso delle Case a giardino, l'unica ad avere un cortile interno porticato, si caratterizza per l'ampiezza e la rilevanza degli arredi, mosaici e affreschi, interni. Tra gli affreschi, i più noti sono quelli della vasta sala del triclinium (X) e, quelle a fondo bianco con immagini legate al dio Dioniso nella sala privata (IX) nella parte nord della domus.
Al piano terra si trovano quattordici stanze raggruppate attorno al cortile; come normale per le domus romane, accanto alla strada c'erano anche dei negozi. Numerosi sono anche i graffiti sui muri, tra i quali un'immagine del faro di Ostia e un disegno della Colonna Traiana.